# 林瑞枝
林 瑞枝（はやし みずえ、1934年6月7日 - ）は、日本の国際政治学者。元駿河台大学教授。専攻はジェンダー、欧州統合、フランス文化。

## 略歴
1934年に東京で生まれる。早稲田大学政治経済学部経済学科を卒業する。専修大学法学部兼任講師などを経て、1994年に駿河台大学文化情報学部教授となる。また、同大学比較法研究所に所属した。2004年に同大学を退職した。ジェンダーやヨーロッパの政治・文化を研究し、フランス語を駆使して翻訳を手がけた。退職後も著述・翻訳を行っている。

## 著書
- 『紙の家』（訳、フランソワーズ・マレ＝ジョリス著、二見書房、1971年）
- 『ゲットーに生きて』（訳、グルッケル・ハーメルン著、新樹社、1974年）
- 『カリフォルニア日記』（訳、エドガール・モラン著、法政大学出版局、1975年）
- 『ニッポン人の生活』（訳、ピエール・ランディ著、白水社、1975年）
- 『難民』（訳、ロベール・サロモン著、白水社、1979年）
- 『フランスの異邦人』（単著、中央公論社、1984年）
- 『妖術師・秘術師・錬金術師の博物館』（訳、グリヨ・ド・ジヴリ著、法政大学出版局、1986年）
- 『生殖革命』（共訳、磯本輝子、マリ＝アンジュ・ダドレール、マルセル・トゥラード著、中央公論社、1987年）
- 『いま女の権利は』（編著、学陽書房、1989年）
- 『人権という権利』（単著、大蔵省印刷局、1993年）
- 『サラエボ日記』（訳、ライモンド・レヒニツァー著、平凡社、1994年）
- 『導入対話によるジェンダー法学』（浅倉むつ子監修、戒能民江ほか著、不磨書房、2005年）
- 『ジェンダーの地平』（編著、植野妙実子、中央大学出版部、2007年）
- 『ファーブル植物記』（上下、共訳、日高敏隆、ファーブル著、平凡社、2007年）